# Ніколае Калімакі-Катарджіу
Ніколае Калімакі-Катарджіу (рум. Nicolae Calimachi-Catargiu; *24 лютого 1830, Бухарест — †9 листопада 1882) — румунський політик, міністр закордонних справ протягом двох термінів (28 листопада 1869 — 1 лютого 1870 та 18 грудня 1870 — 11 березня 1871, а також румунський посол в Лондоні і Парижі.